# Georges Viscardy
Georges Viscardy (1917-2008) est un astronome amateur français. Il fut le fondateur et le président de l'association franco-monégasque d'astronomie.

## Publications
Il est l'auteur d'un Atlas guide photographique de la Lunepublié en 1985, préfacé par Audouin Dollfus (édité par l'association franco monégasque d'astronomie, puis par Masson).

## Activités astronomiques
Il fut l'initiateur et l'animateur de l'observatoire de Saint Martin de Peille, proche de la commune de Peille où il installa deux puissants télescopes (310 mm et 520 mm).

## Anecdote
- L'astéroïde (13500) Viscardy a été nommé en son honneur.

## Référence
1. ↑  « Georges Viscardy | Peille Tourisme & Culture » (consulté le 27 juin 2023)
2. ↑  Atlas guide photographique de la Lune, Georges Viscardy, Masson, 1985